# S-S-S-Sch..
S-S-S-Sch.. er en amerikansk stumfilm fra 1920 af Ernest C. Warde.

## Medvirkende
- J. Warren Kerrigan som Spaulding Nelson
- Joseph J. Dowling som Rufus Gaston
- Fritzi Brunette som Barbara Bradford
- Margery Wilson som Clara Bradford
- Myrtle Rishell som Mrs. Bradford
- Herbert Prior som Edward Thayer
- Miles McCarthy som Henry Kent
- Claire Du Brey som Nettie Kelly
- Fred C. Jones som Roldo